# 巴扎夫盧克河

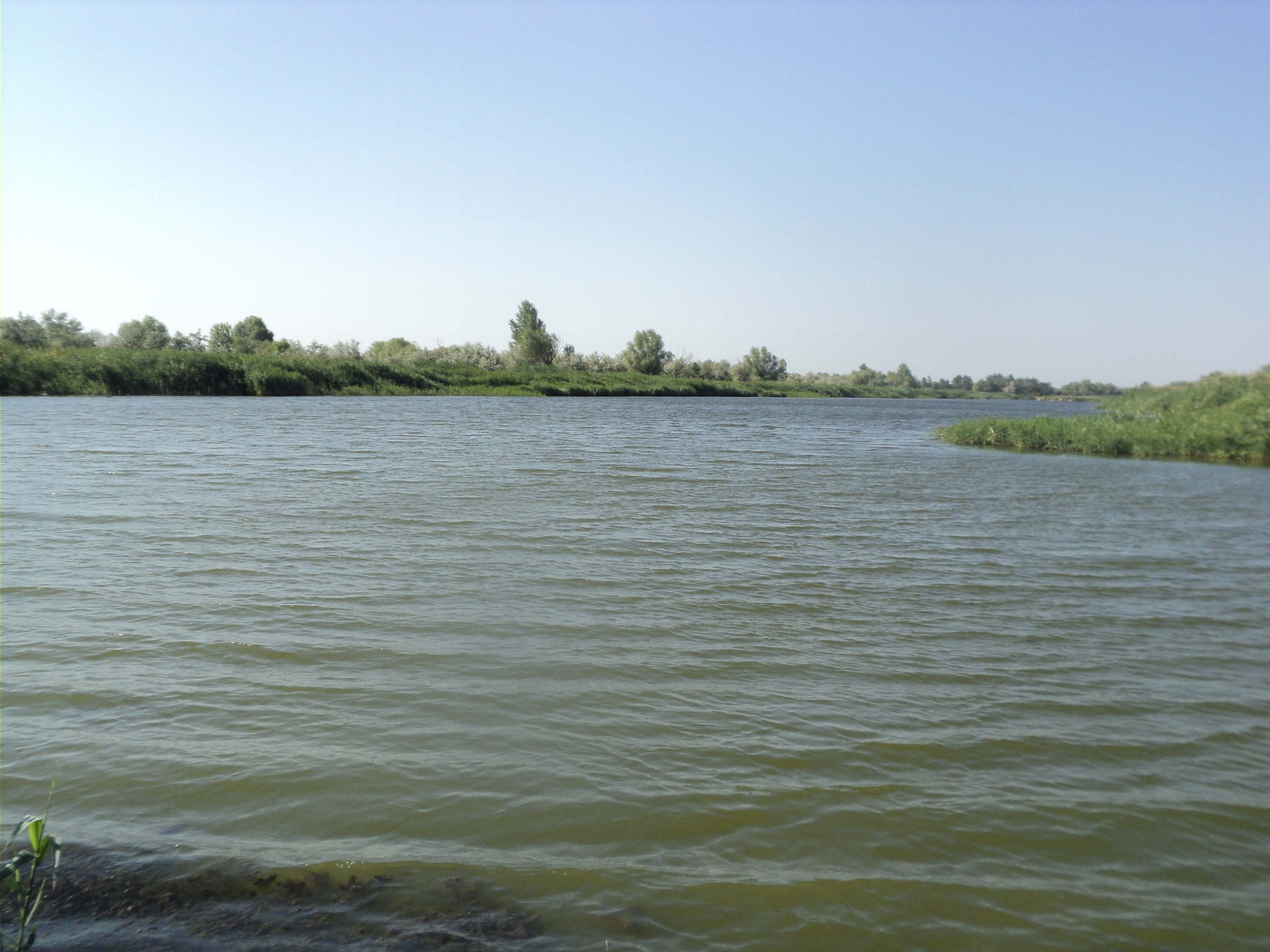

巴扎夫盧克河（烏克蘭語：Базавлук），是烏克蘭的河流，位於該國東部，屬於第聶伯河的右支流，流經第聶伯羅彼得羅夫斯克州，河道全長157公里，流域面積4,200平方公里。